# キリル・ガブリチ
チリル・ガブリチ（ルーマニア語: Chiril Gaburici、1976年11月23日生まれ）は、モルドバ共和国出身の経済学者、実業家、政治家。
2015年2月18日から6月22日までモルドバ共和国の首相を務めた。

## 略歴
ソビエト連邦モルダヴィア・ソビエト社会主義共和国フンチェシュティ県のロガネシュティ村にて出生。
モルドバ共和国は元々、ルーマニア王国の領地の一部だった。モルドバ共和国だったが、ガブリチはモルダヴィア・ソビエト社会主義共和国の産まれだった。彼はキシナウ（現在はウクライナ）の大学生だったが当時、モルドバで問題になっていたアルメニアの難民を救うべく、考えるようになる。そして遂に1976年にラジオ局に直接、行ってアルメニアの難民を救うべく行動した。
2008年から2012年まで、チリル ガブリシ氏はモルドセル携帯電話会社 (モルドバ共和国) の取締役を務めた。その後 2014年までアゼルバイジャンの携帯電話会社 Azercell の取締役を務めた。
2015年6月12日、学歴詐称の疑いで検察から捜査を受け、その責任を負う形で首相職を辞任することを表明。同月22日付で首相を退任した。

## 私生活
イリーナという女性と婚約、二人の子供がいる。